# 絵梦
絵梦アニメーション（えもんアニメーション、中: 绘梦动画、英: HAOLINERS ANIMATION）は、中国の上海絵界文化伝播有限公司が所有するアニメスタジオ。Bilibiliのグループ企業。
上海絵界文化伝播有限公司は、中国にてインターネット関連の子会社を通して様々なウェブサービスを提供するテンセントを持株会社として、同社のアニメ事業に関して統括的な独占契約を結び、また、中国の動画共有サイトBilibili（嗶哩嗶哩、ビリビリ）からの事業出資も受けた。

## 沿革
2013年に中国にて李豪凌により上海絵梦文化伝播工作室（HAOLINERS STUDIO）という合名会社として設立された。
2015年2月に日本で、アニメのフィギュアやキャラクターグッズの制作などを行う絵梦トイズ株式会社が設立された。
2015年3月に上海本社は上海絵界文化伝播有限公司という有限責任会社へ変更され、絵梦（HAOLINERS、ハオライナーズ）はアニメブランドとして存続している。
2015年11月には山本幸治が代表を務める株式会社ツインエンジンと長期的なパートナーシップを結び、『虐殺器官』制作後に設立されたジェノスタジオでのアニメーション制作を企画するも、2017年7月に提携を解消し、上海絵梦は議決権の無いジェノスタジオの株主となった。
2021年1月、Bilibiliが全株式を取得。上海絵界文化伝播有限公司は同社のグループ会社となった。

## 日本法人
絵梦株式会社（英: ANIMATION COMPANY EMON）は、日本のアニメ制作会社。上海絵界文化伝播有限公司の日本法人で、Bilibiliのグループ企業。
2015年10月に日本で、上海絵界文化伝播有限公司の子会社として、日本初のデジタルアニメ『 青の6号』を手がけたゴンゾの創業者・村濱章司を執行役員に迎え、東京都渋谷区千駄ヶ谷にて絵梦株式会社（以下、「日本法人」という）が設立された。その後、村濱は2016年いっぱいで退任。
2016年2月、本店を東京都武蔵野市吉祥寺本町に移転。日本動画協会の準会員となった。
2016年6月からアニメーションスタジオ・アートランドの筆頭株主だったが、2017年7月に全保有株を売却して連結子会社から外した。
2016年9月、音楽出版事業を担当する子会社として、株式会社Lucenturyを設立。
2017年4月放送開始の『銀の墓守り』で日本法人として初の本格制作を行う。
2017年7月から9月まで、日本のコンテンツの初制作元請作品となる『セントールの悩み』を放送した。
2018年2月、コミックス・ウェーブ・フィルムと共同制作するアニメ映画『詩季織々』（中: 肆式青春）が発表された。代表の李豪凌が総監督に就任。
2018年7月、有妖気の元COOの董志凌が日本法人の取締役副社長に就任。
2018年8月、本店を東京都武蔵野市境南町2丁目3番16号武蔵境第一髙木ビル6階に移転。東京都渋谷区代々木にてオフィスを新設。
2021年1月、Bilibiliが親会社である上海絵界文化伝播有限公司の全株式を取得。それに伴い絵梦株式会社もBilibiliのグループ会社となった。
2021年5月、本店を東京都港区六本木7丁目18番18号住友不動産六本木通ビル9階に移転。

## 製作作品
日本で放送・上映された作品のみを記録する。

### テレビアニメ
発表年月は、中国での配信開始年月または日本での放送開始年月のいずれか早い方に準ずる。
「日本での放送開始年月」の列に○印がある作品は、日本での放送開始年月が前記の発表年月または中国での配信開始年月とほぼ同じであることを示している。
自社による制作
| 発表年 | 発表月           | タイトル                   | 日本での放送開始年月 | 備考                |
| ------ | ---------------- | -------------------------- | -------------------- | ------------------- |
| 2015年 | 6月 - 11月       | 縁結びの妖狐ちゃん         | 2017年7月（第1季）   |                     |
| 2016年 | 6月              | Spiritpact                 | 2017年1月            |                     |
| 2017年 | 3月              | 銀の墓守り                 | ○                    |                     |
| 2017年 | 6月              | 銀の墓守りII               | 2018年1月            | 共同制作:BLADE      |
| 2017年 | 7月 - 9月        | セントールの悩み           | ○                    |                     |
| 2017年 | 10月 - 2018年1月 | EVIL OR LIVE               | ○                    | 中国で配信停止      |
| 2017年 | 10月             | 一人之下 羅天大醮篇/全性篇 | ○                    |                     |
| 2018年 | 2月 - 5月        | SPIRITPACT -黄泉の契り-    | ○                    |                     |
| 2018年 | 4月              | TO BE HEROINE              | 2018年5月            | 共同制作:LAN STUDIO |
| 2020年 | 10月 - 2021年2月 | 天官賜福                   | 2021年7月            |                     |

他社による制作
| 発表年 | 発表月 | タイトル                        | 制作スタジオ        | 日本での放送開始年月 |
| ------ | ------ | ------------------------------- | ------------------- | -------------------- |
| 2016年 | 1月    | 霊剣山 星屑たちの宴             | スタジオディーン    | 2017年7月            |
| 2016年 | 7月    | 一人之下 the outcast            | パンダニウム        | 2017年1月            |
| 2016年 | 9月    | Bloodivores                     | Creators in Pack    | ○                    |
| 2016年 | 10月   | CHEATING CRAFT                  | BLADE               | ○                    |
| 2016年 | 10月   | TO BE HERO                      | LAN STUDIO          | ○                    |
| 2017年 | 1月    | 霊剣山 叡智への資格             | スタジオディーン    | ○                    |
| 2017年 | 4月    | 喧嘩番長 乙女 -Girl Beats Boys- | project No.9×A-Real | ○                    |
| 2017年 | 7月    | THE REFLECTION                  | スタジオディーン    | 2018年1月            |
| 2025年 | 4月    | TO BE HERO X                    | BeDream             | ○                    |

### 劇場アニメ
- 詩季織々（日本・中国：2018年8月4日、共同制作:コミックス・ウェーブ・フィルム）

## 所属アニメ監督
- 李豪凌
- 王昕
- 陳燁
- 董易